# Hans-Jörg Neuschäfer
Hans-Jörg Neuschäfer (* 29. Dezember 1933 in Worms) ist ein deutscher Literaturwissenschaftler und Romanist. Er ist seit 1966 ordentlicher Professor für Romanische Philologie an der Universität des Saarlandes.

## Werdegang
Hans-Jörg Neuschäfer bestand 1953 das Abitur am Altsprachlichen Gymnasium in Worms. Er studierte Romanistik, Germanistik und Philosophie an den Universitäten Heidelberg, Grenoble und Madrid (Complutense). Das Staatsexamen legte er 1958 ab; promoviert wurde er 1960 in Heidelberg. 1967 habilitierte er sich in Gießen, wo er Assistent am Lehrstuhl von Hans Robert Jauß war. Noch im gleichen Jahr wurde er auf eine Professur für Romanische Philologie und Literaturwissenschaft an der Universität des Saarlandes in Saarbrücken berufen, der er, trotz mehrfacher weiterer Berufungen, bis heute angehört, seit 1999 als Emeritus. Er wohnt seit 2015 in Berlin.

## Forschungsschwerpunkte und Aufgaben
Seine Forschungsschwerpunkte sind die italienische Literatur der Renaissance; die französische Literatur des 17. und 19. Jahrhunderts, die spanische Literatur vom Mittelalter bis zur Gegenwart und die Geschichte des spanischen Films.
Neuschäfer war acht Jahre lang gewählter Fachgutachter der Deutschen Forschungsgemeinschaft. Von 1979 bis 1981 war er Vorsitzender des Deutschen Romanistenverbandes; von 1989 bis 1993 Vorsitzender des Deutschen Hispanistenverbandes.

## Auszeichnungen
1993 erhielt er den Augsburger Universitätspreis für Spanien- und Lateinamerikastudien. 1994 wurde er mit dem Komturkreuz des spanischen Zivilordens ausgezeichnet; 2000 mit dem Großkomturkreuz des gleichen Ordens. 1997 erhielt er den Alexander von Humboldt – José Celestino Mutis Preis für wissenschaftliche Zusammenarbeit mit Spanien. 2004 wählte ihn die Real Academia Española in ihr seinerzeit 40 Personen umfassendes Gremium ausländischer korrespondierender Mitglieder (miembros correspondientes extranjeros).

## Werke (Auswahl)
- Boccaccio und der Beginn der Novelle, München (Fink) 1969; 2/1983.
- Populärromane im 19. Jahrhundert. Von Dumas bis Zola, München (UTB) 1976
- Der französische Feuilletonroman. Die Entstehung der Serienliteratur im Medium der Tageszeitung, Darmstadt (Wiss. Buchgesellschaft) 1986
- Macht und Ohnmacht der Zensur. Literatur, Theater und Film in der Francozeit, Stuttgart (Metzler) 1991; span. Barcelona (Anthropos) 1994
- Aufbrüche. Die spanische Literatur nach 1975, Berlin (Tranvía) 1991; span. Barcelona (Lumen) 1994
- Spanische Literaturgeschichte, Stuttgart (Metzler) 1997; 4/2011
- La ética del Quijote, Madrid (Gredos) 1999
- Antología de la literatura española. De las Jarchas al siglo XXI, Stuttgart (Reclam) 2005
- Cervantes: Don Quijote. Kommentierte Auswahl aus dem spanischen Original, Stuttgart (Reclam) 2007
- Klassische Texte der spanischen Literatur. 25 Einführungen vom Cid bis Corazón tan blanco, Stuttgart (Metzler) 2011
- Sanchos Aufstieg. Oder: égalité ironisch. Realutopische Ansätze im Zweiten Teil des „Don Quijote.“ In: RZLG 40 (2016)